# Río Berbellido
El Berbellido es un río de la sierra de Ayllón, en la provincia de Guadalajara (España), afluente por la derecha del río Jarama. Discurre enteramente por el término municipal de El Cardoso de la Sierra y cruza el pueblo de Bocígano y el Real Sitio de Santuy.
Nace entre el pico del Lobo y Las Peñuelas, en sus faldas; tiene un recorrido norte-sur entre barrancos entre las montañas, y desemboca en el río Jarama poco más abajo de Santuy. Sus aguas son aprovechadas por dos acequias con la que se aprovechan las escasas tierras cultivables de la zona: una, la acequia de la Sierra, por su lado izquierdo, y otra, la acequia de Bocígano, por la derecha.
Su recorrido discurre entre barrancos y cañones y deja a la derecha la cuerda de las Mesas, el Cerrón, la loma del Picuño y el pico Santuy en la orilla derecha, y el cerro del Rocín, La Cebosa, la morra del Segoviano y el Cabeza Grande en la orilla izquierda.

## Cartografía
- Hojas 432-III y 455-I a escala 1:25000 del Instituto Geográfico Nacional.